# Alustante
Alustante es un municipio y localidad española de la provincia de Guadalajara, en la comunidad autónoma de Castilla-La Mancha. El término municipal, ubicado en la comarca del Señorío de Molina-Alto Tajo y perteneciente al partido judicial de Molina de Aragón, tiene una población de 145 habitantes (INE 2024) e incluye el núcleo de Motos.

## Geografía

### Ubicación
Alustante se localiza a 1410 m sobre el nivel del mar, si bien en su término se llegan a alcanzar los 1747 m en el cerro de Valhondo, los 1787 m en el área de la Fuente de los Arrieros y los 1834 m en el Alto de las Neveras, llamado también El Banderín.

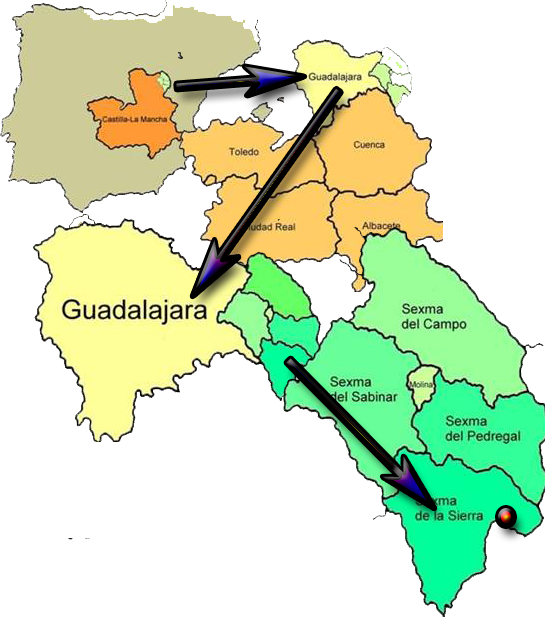
Localización de Alustante

Históricamente ha estado integrado en la sesma de la Sierra del Real Señorío de Molina. Como municipio es miembro de la Comunidad del Real Señorío de Molina y su Tierra, a cuyas asambleas acude un representante local dos veces al año a Molina de Aragón, y de la Mancomunidad de municipios de La Sierra, creada en 1988.
El término histórico de Alustante posee una extensión de 62,21 km². Sus límites son Piqueras, Adobes y Tordesilos por el norte, Ródenas (Teruel) y Motos al este, Orihuela del Tremedal (Teruel) y Orea al sur y sureste y Alcoroches al oeste. Tras el acuerdo de anexión con Motos en 1970, el término municipal de ambos pueblos tiene una extensión de 93,59 km², sin embargo, aunque ambos pueblos conforman un solo municipio, y por lo tanto se rigen por un único Ayuntamiento, sus términos se mantienen separados en cuestiones de agricultura y pastos.
Así pues, el municipio es limítrofe con la comunidad autónoma de Aragón, de la que depende por convenios entre autonomías en cuestiones de Sanidad y en buena parte de Educación, dado que los alumnos de secundaria de este pueblo se trasladan a Cella y Teruel para realizar sus estudios. Asimismo los vecinos de Alustante tienen una importante relación comercial, y en general económica y social, con esta provincia aragonesa; incluso la línea de teléfono proviene de Albarracín, por lo que tanto Motos como Alustante son los únicos pueblos de la provincia de Guadalajara que poseen el prefijo 978.
No obstante, pese a esta intensa relación con Teruel y su provincia, también es muy importante la relación con la capital de la comarca, Molina de Aragón, a donde los vecinos bajan a solventar cuestiones administrativas y comerciales, siendo todavía el mercado de los jueves de esta ciudad un significativo evento para los habitantes de Alustante.

### Clima
El pueblo se encuentra enclavado en el sector noroeste de la sierra de Albarracín, en plena Cordillera Ibérica, con un clima mediterráneo continentalizado, propio de las zonas interiores de alta montaña: frío y bastante húmedo desde septiembre a junio,  con importantes nevadas en invierno y con temperaturas extremas, a veces por debajo de -10 °C; y seco y considerablemente caluroso en verano, con máximas que a veces superan los 30 °C. Desde finales de los años 1990 buena parte del término municipal ha quedado dentro del parque natural del Alto Tajo, dependiente de la Junta de Comunidades de Castilla-La Mancha.

## Historia
Hacia mediados del siglo XIX, el lugar tenía contabilizada una población de 1215 habitantes. Aparece descrito en el segundo volumen del Diccionario geográfico-estadístico-histórico de España y sus posesiones de Ultramar de Pascual Madoz de la siguiente manera:

ALUSTANTE. l. con ayunt. de la prov. de Guadalajara (27 leg.), part. jud. de Molina (6), aud. terr. y c. g. de Madrid (38), adm. de rent. y dióc. de Sigüenza (18): sit. en lo mas alto de una loma, con esposicion al S. la mayor parte, sobradamente ventilado, y de clima muy frio: tiene 300 casas mal alineadas y de pocas comodidades, aunque algunas son modernas y mejor distribuidas: la consistorial, que forma uno de los lados de la plaza de la Constitucion, es ant. , tiene un gran patio bajo llamado Lonja, que sirve para las reuniones populares y juego público de pelota: en el piso alto se halla la sala de sesiones, habitacion para el maestro de escuela, sala para los niños, y cárcel incómoda y poco segura: á la escuela concurren unos 60 alumnos, y el maestro se halla dotado por los fondos públicos, con 200 ducados, y ademas 3 celemines de trigo que abonan las familias de cada uno de los concurrentes: hay en la plaza tambien una buena fuente de dos caños, y un largo pilon para abrevadero, cuyas aguas vienen encañadas desde dos manantiales á 500 pasos al S. del l.; esta obra se construyó en el año 1827, y se conserva con el mayor esmero por un alarife fontanero, dotado con 300 rs. anuales: la igl. parr., sit. á uno de los estremos, es de mucha antigüedad, capacidad y solidez; siendo lo mas notable su gran torre de fáb. romana, y en ella la escalera de caracol, que en su punto céntrico rueda sobre un cordoncillo de mármol blanco delicadamente trabajado: su curato es perpétuo y de concurso general, y tiene tambien un beneficiado coadjutor: en los afueras, a mayor ó menor dist., hay 5 ermitas tituladas: de Ntra. Sra. del Pilar, inmediata á las casas, muy reducida y de propiedad particular; de San Fabian y San Sebastian, camino de Molina: de Ntra. Sra. de la Soledad, camino de Orea: de Ntra. Sra. de Cirujeda, y de San Roque á 3/4 de hora de la pobl. en camino de Tordesilos. Confina el térm. por N. con los de Tordellego, Setiles y Tordesilos ; E. con los del Villar del Saz, Ródenas, Paracense, Monterde y Bronchales, en el part. de Albarracin, prov. de Teruel, y el de Motos en su mismo part.; S. Orihuela de Albarracin del espresado part. y Orea, en el de su comprension; O. Checa y Alcoroches; NO. Traid, Piqueras y Adoves: sus confines en general dist. del pueblo 1 1/2 hora, escepto por Alcoroches y Motos que será poco mas de 1/2; comprende 2,500 fan. en cultivo, muchas corralizas cubiertas de barda y algunas de teja, para encerrar los ganados; muchos montes pinares y algunos chaparros: le cruzan varios arroyuelos de corto raudal, que dan movimiento á temporadas á dos molinos harineros de chorrillo, y riegan unas pequeñas huertas llamadas del Rubial: el terreno es sumamente quebrado, aun el que se cultiva, y hay necesidad en mucha parte de cortarlo en bancales para facilitar las labores; todo él no puedo regularse mas que de dos clases, á saber: 1,500 fan. de segunda y 1,000 de tercera: los caminos corresponden á la naturaleza del suelo; son mas bien travesias de herradura, en mal estado y abandonados: se recibe el correo por medio de un cartero que tambien sirve á los pueblos inmediatos, tomando la correspondencia de la estafeta de Molina dos veces á la semana, con la dotacion de 600 rs., y 4 mrs. en carta: prod.: poco trigo puro, centeno, cebada, avena, guisantes y otras legumbres: se mantiene algun ganado lanar, cabrio, vacuno, mular, yeguar y menor, y abunda en caza de todas clases: su ind. está limitada á los dos molinos harineros ya referidos, y á la estraccion de piedra lapiz que abunda en el térm. de Checa y se esporta á varias c. del reino, siendo este uno de los art. de su comercio, empleándose ademas como unos 100 vec. en el tráfico de caballerias cerriles, desde las ferias de Sariñena, Berdun, otras de Galicia, y la que se celebra en el mismo pueblo el 14 de mayo; hay ademas un mercado semanal insignificante: pobl.: 297 vec.: 1,215 alm.: cap. prod.: 13.525,780 rs.: imp.: 317,320 rs.: contr.: 13,492 rs. 28 mrs.: presupuesto municipal: 4,000, del que se pagan 500 al secretario por su dotacion; se cubre con el prod. de una posada y un molino de propios, que será unos 2,000 rs., los arbitrios de taberna y acotamiento de yerbas, que ascienden á 1,500, y el resto por repartimiento vecinal.
(Madoz, 1845, p. 214)

## Alcaldes
| Legislatura | Nombre                       | Partido político                  |
| ----------- | ---------------------------- | --------------------------------- |
| 1890-1893   | Eusebio Lorente Izquierdo    | Progresista                       |
| 1894-1897   | Pedro Lorente Esteban        | Conservador                       |
| 1897-1901   | Domingo Lorente Izquierdo    | Conservador                       |
| 1898-1903   | Eusebio Lorente Martínez     | Progresista                       |
| 1904-1905   | Manuel Martínez Martínez     | Liberal                           |
| 1906-1908   | Juan José Casinos Martínez   | Conservador                       |
| 1909-1911   | Francisco Pérez Verdoy       | Liberal                           |
| 1912-1913   | Domingo Mansilla Lahoz       | Liberal                           |
| 1914-1915   | Mariano Esteban Vicente      | Liberal                           |
| 1916-1917   | Anacleto Izquierdo Belinchón | Conservador                       |
| 1918-1919   | León Pérez Pérez             | Liberal                           |
| 1920-1921   | Marcelino Izquierdo Pérez    | Conservador                       |
| 1922-1923   | Gregorio Pérez Fernández     | Conservador                       |
| 1923-1924   | Vicente Sánchez Lahoz        | Conservador                       |
| 1924        | Benito Sánchez López         | Conservador                       |
| 1924-1929   | Baltasar Pérez Sánchez       | Unión Patriótica                  |
| 1929        | Balbino Sanz Martínez        | Conservador                       |
| 1930-1931   | Pedro Esteban Pastor         | Liberal                           |
| 1931-1935   | Valeriano López Izquierdo    | Derecha Liberal                   |
| 1936        | Crescenciano Lorente Lorente | Frente Popular                    |
| 1936-1939   | Marcelino Izquierdo Pérez    | Conservador                       |
| 1940-1947   | Augusto Lorente Verdoy       | Falange                           |
| 1947-1961   | Atilano García Pérez         | Movimiento Nacional               |
| 1962-1966   | Rafael Alba Gonzalo          | Movimiento Nacional               |
| 1967-1971   | Modesto Herranz Gonzalo      | Independiente                     |
| 1971-1976   | Aquilino Fuertes Sanz        | Independiente                     |
| 1977-1978   | Benito Herranz Sánchez       | Independiente                     |
| 1979-1983   | Simón López Gil              | Unión de Centro Democrático       |
| 1983-1987   | Agustín Lafuente Martínez    | Alianza Popular                   |
| 1987-1991   | Vicente Alcañiz Rández       | Partido Socialista Obrero Español |
| 1991-1995   | Amalio Lafuente Martínez     | Partido Popular                   |
| 1995-1999   | Vicente Sánchez Ballesteros  | Partido Popular                   |
| 1999-2003   | Rosa Abel Muñoz Sánchez      | Partido Socialista Obrero Español |
| 2003-2007   | Rosa Abel Muñoz Sánchez      | Partido Socialista Obrero Español |
| 2007-2011   | Rosa Abel Muñoz Sánchez      | Partido Socialista Obrero Español |
| 2011-2015   | Rosa Abel Muñoz Sánchez      | Partido Socialista Obrero Español |
| 2015-2019   | Rosa Abel Muñoz Sánchez      | Partido Socialista Obrero Español |
| 2019-2023   | Rosa Abel Muñoz Sánchez      | Partido Socialista Obrero Español |
| 2023-       | Rosa Abel Muñoz Sánchez      | Partido Socialista Obrero Español |

## Demografía
Alustante cuenta con una población de 145 habitantes (INE 2024).
| Gráfica de evolución demográfica de Alustante entre 1842 y 2021 |
| |
| Población de derecho según los censos de población del INE Población de hecho según los censos de población del INEEntre el censo de 1970 y el anterior, crece el término del municipio porque incorpora a Motos |

La población de hecho en los meses de invierno llega a descender hasta las 150 personas, si bien desde la década de 1980 se está dando un fenómeno por el cual durante los fines de semana y vacaciones de Navidad, Semana Santa y verano la población puede llegar a multiplicarse incluso por 10 debido al turismo procedente del área levantina.
En 1900, tenía 187 habitantes. El sostenimiento del pueblo pese a la emigración dio lugar en el siglo XX al orgulloso y en cierta medida pretencioso lema del pueblo: "Alustante, que con pocos hay bastante".
| 1991 | 1996 | 1998 | 2000 | 2004 | 2006 | 2008 | 2009 | 2010 | 2011 | 2012 | 2013 | 2014 | 2015 | 2016 | 2017 | 2018 | 2019 | 2020 | 2021 | 2022 |
| ---- | ---- | ---- | ---- | ---- | ---- | ---- | ---- | ---- | ---- | ---- | ---- | ---- | ---- | ---- | ---- | ---- | ---- | ---- | ---- | ---- |
| 237  | 284  | 261  | 253  | 261  | 252  | 236  | 230  | 228  | 221  | 225  | 208  | 186  | 172  | 157  | 147  | 157  | 153  | 155  | 153  | 145  |

En la actualidad se vienen dando movimientos semanales que llevan a cabo familias del pueblo que, viviendo en la Comunidad Valenciana y en menor medida en Zaragoza, Guadalajara, Barcelona y Madrid durante la semana laboral, residen en Alustante durante los fines de semana.
Además de este fenómeno demográfico hay que añadir el movimiento protagonizado por estudiantes avecindados en Alustante, residentes durante la semana escolar en Teruel, Molina de Aragón, Guadalajara y Zaragoza y viven en el pueblo de viernes a domingo.

## Economía
La economía de Alustante está basada principalmente en el sector agrario y en el maderero, si bien, dependiendo de los movimientos pendulares ya descritos, se ha generado empleo en el ámbito de la construcción y en el de servicios.
Actualmente existen en Alustante dos explotaciones ganaderas dedicadas a la cría de ovejas (en su mayor parte de rasa aragonesa), dos empresas de construcción, una cantera de extracción de áridos, un taller de trabajos en piedra, un almacén de materiales de construcción, una fábrica de madera, una tienda de alimentación, una carnicería, un bar, tres establecimientos de alojamiento rural y tres establecimientos de apartamentos vacacionales.

## Patrimonio

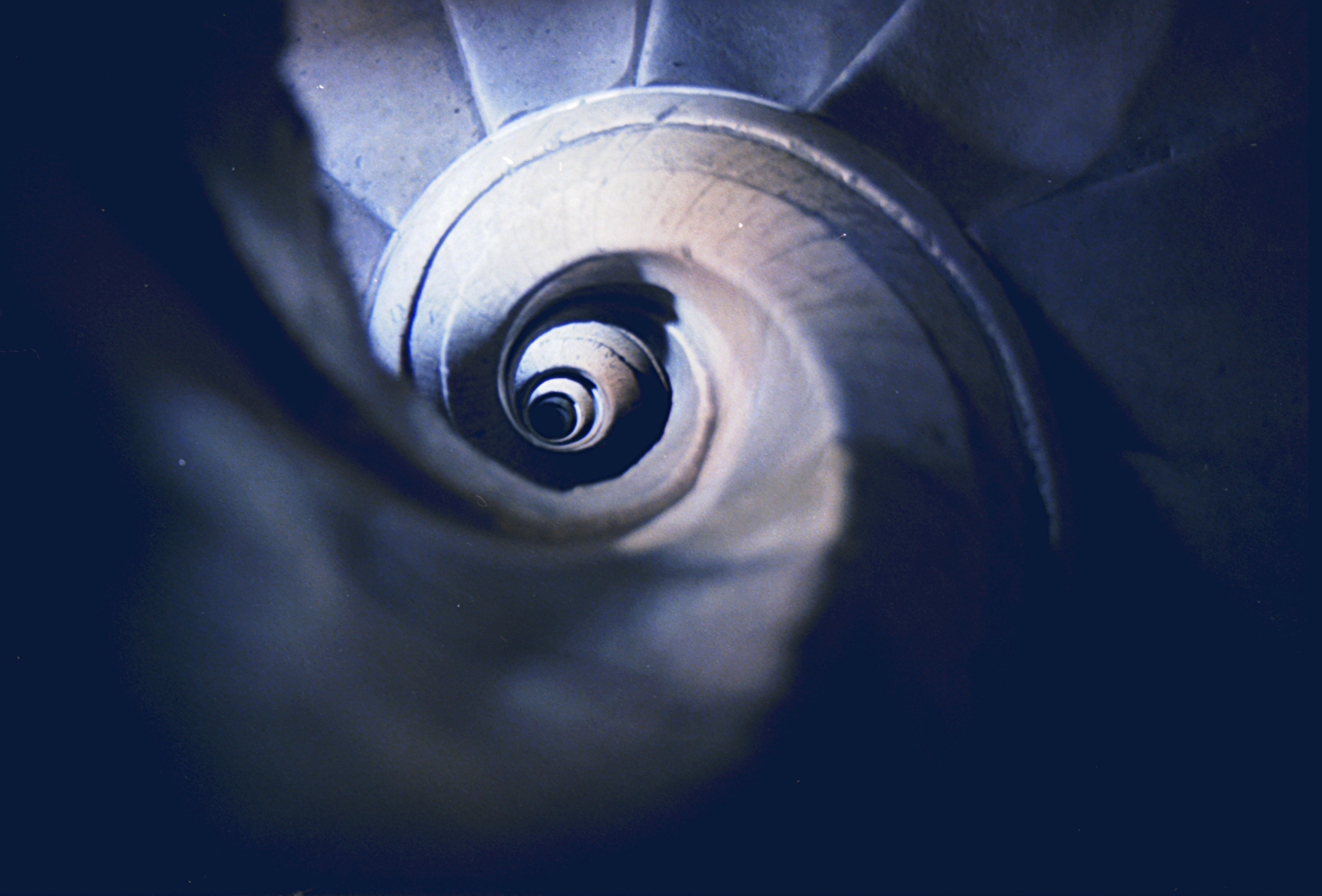
Caracol de la iglesia de Alustante

En la localidad hay una iglesia parroquial.

## Fiestas patronales
Las fiestas patronales son desde el día 26 hasta el 30 de agosto en honor a Nuestra Señora de la Natividad. Durante las fiestas se hacen cabezudos, concursos de disfraces, encierros de toros, corridas de toros, suelta de vaquillas, entre otras muchas actividades.